# Линија Костиј (Телеорман)
Линија Костиј (рум. Linia Costii) насеље је у Румунији у округу Телеорман у општини Талпа. Oпштина се налази на надморској висини од 118 m.

## Становништво
Према подацима из 2002. године у насељу је живело 230 становника, од којих су сви румунске националности.